# Kriegerdenkmal (Lenzfried)

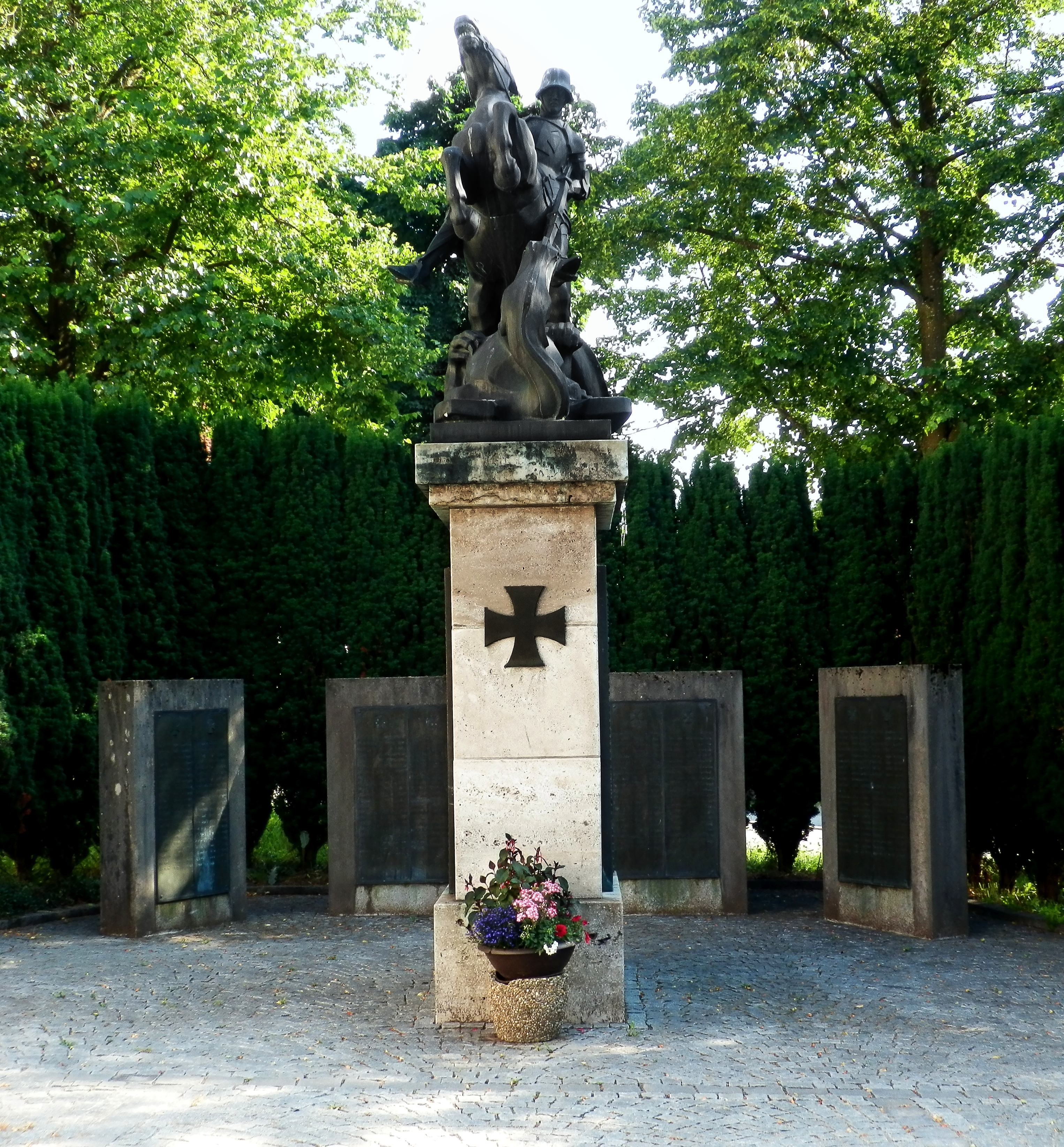
Die Reiterfigur des Kriegerdenkmals in Lenzfried

Das Kriegerdenkmal in Lenzfried, einem Ortsteil von Kempten (Allgäu), ist ein 1926 enthülltes Denkmal an die gefallenen Soldaten und Opfer verschiedener Kriege. Das denkmalgeschützte Bauwerk wurde wegen weiterer Kriegsopfer 1952 mit den Daten des Zweiten Weltkriegs erweitert.

## Geschichte
1873 wurde der Verein „Veteranen- und Kriegerkameradschaft Lenzfried“ gegründet, um sich der Gefallenen- und Vermisstenehrung zu widmen. Von 277 Lenzfriedern, die sich im Ersten Weltkrieg an der Front beteiligten, fielen 55 und sechs galten als vermisst. Aus Spendengeldern und aus einer Lebensmittelkasse erhielten die Kriegsteilnehmer ein Ehrengeschenk von 20 Mark.
Um an die Opfer des Weltkriegs zu erinnern, wurde am 8. August 1926 ein Kriegerdenkmal am Franziskanerkloster enthüllt. Wegen einer Erkrankung des Mindelheimer Bildhauers Xaver Abt (1874–1949) wurde die Bronzefigur des Heiligen Georgs erst am 29. August enthüllt. Die Weihe des Denkmals fand ein Jahr später unter Beteiligung der Nachbarschaftsvereine statt.
Im Jahr 1952 wurde das Denkmal erweitert. Durch den Zweiten Weltkrieg verlor der Nordteil Sankt Mangs, die Ruralgemeinde, welche 1972 zu Kempten eingemeindet wurde, 115 Männer und vermisste 59 Menschen. Der Veteranenverein erstellte Kriegschroniken von den beiden Weltkriegen.

## Beschreibung
Das Kriegerdenkmal zeigt eine Reiterfigur des Heiligen Georgs, ausgestattet mit einem Stahlhelm, der in der für ihn typischen Heldengestalt des Drachentöters dargestellt ist und dabei dem Drachen einen Speer in den Schlund stößt.
Ergänzt wird das Denkmal mit vier Gedenktafeln, auf denen die Namen der Gefallenen und Vermissten des Zweiten Weltkriegs stehen.